# Macrochlaena winckworthi
Macrochlaena winckworthi ist die einzige Art der Gattung Macrochlaena aus der Familie der Echten Kraken.

## Merkmale
Macrochlaena winckworthi ist eine kleine Art mit einer gedrungenen Körperform. Er erreicht eine Gesamtlänge von 93 Millimeter. Der Kopf ist relativ bündig und besitzt einen sphärischen Mantel, welcher bis zu 33 Millimeter lang werden kann. Der Körper ist hochflexibel. Somit können sich diese Kraken auch durch enge Öffnungen zwängen.
Die Hautfarbe reicht von Rotbraun bis Lila. Macrochlaena winckworthi kann jedoch wie alle Octopodidae seine Farbe der Umgebung anpassen. Die Haut ist relativ glatt. Die transparente Schwimmhaut sitzt tief und bedeckt ein Drittel der Arme. Die Schwimmhäute sind unterschiedlich in der Länge. Die seitlichen verlaufen etwas tiefer.
Die Arme sind kurz und erreichen ungefähr die 1,5 bis 2,5-fache Mantellänge. Die Tentakeln sind unterschiedlich lang, wobei die seitlichen Arme etwas länger sind als die restlichen. Eine Autonomie bestimmter Teile der Arme fehlt. Die Saugnäpfe sind in zwei Reihen angeordnet. Ihr Durchmesser beträgt 3,6 bis 6,9 % der Mantellänge. Auf einem normalen Arm befinden sich rund 65 Saugnäpfe. Macrochlaena winckworthi besitzt, wie alle Kraken, im Unterschied zu anderen Kopffüßern – wie Kalmaren und Zwergtintenfischen – acht statt zehn Arme. Bei den Männchen ist der dritte Arm von rechts der Hectocotylus. Ein Tentakel der bei Kopffüßern zur Befruchtung dient.
Die Radula ist in neun Elementen unterteilt. Sie besitzt sieben Zahnreihen und zwei Randplatten.

## Verbreitung
Macrochlaena winckworthi kommt im nordindischen Ozean und an der südöstlichen Küste Indiens vor.

## Systematik
Erstmals beschrieben wurde die Art 1926 als Octopus winckworthi von dem britischen Zoologen Guy Coburn Robson. 1929 beschrieb Robson eine eigene Gattung für diese Krakenart.